# Greece's Next Top Model (mùa 5)
Mùa thứ năm của chương trình Greece's Next Top Model (viết tắt là GNTMgr) được công chiếu vào ngày 19 tháng 9 năm 2022 trên kênh Star Channel. Vicky Kaya trở lại với vai trò giám khảo chương trình sau khi đánh dấu sự vắng mặt của cô ở mùa trước. Mùa này giới thiệu một dàn thí sinh toàn nữ đa dạng.
Điểm đến quốc tế của mùa này là Rome dành cho top 5.
Người chiến thắng trong cuộc thi là Aléksia Trajko, 19 tuổi từ Thessaloniki. Cô giành được:
- Một học bổng 2 năm với học viện IEK Alfa
- Một hợp đồng với mỹ phẩm Dust & Cream trong 1 năm
- Một bộ trang sức từ Georg Jensen trị giá 20.000€
- Một chiếc Citroën Ami
- Giải thưởng tiền mặt trị giá €50.000

## Các thí sinh
(Tuổi tính từ ngày dự thi)
| Thí sinh               | Tuổi | Chiều cao               | Quê quán         | Bị loại ở | Hạng         |
| ---------------------- | ---- | ----------------------- | ---------------- | --------- | ------------ |
| Anna Venetsaki         | 47   | 1,69 m (5 ft 6+1⁄2 in)  | Crete            | Tập 7     | 26 (bỏ cuộc) |
| Katerina Kara          | 27   | 1,67 m (5 ft 5+1⁄2 in)  | Ioannina         | Tập 7     | 25           |
| Nagia Kontostergiou    | 18   | 1,67 m (5 ft 5+1⁄2 in)  | Kavala           | Tập 8     | 24           |
| Evelina Petrougaki     | 22   | 1,76 m (5 ft 9+1⁄2 in)  | Athens           | Tập 9     | 23 (bỏ cuộc) |
| Efi Bandi              | 53   | 1,74 m (5 ft 8+1⁄2 in)  | Naoussa          | Tập 9     | 22 (bỏ cuộc) |
| Elena Lysandrou        | 18   | 1,64 m (5 ft 4+1⁄2 in)  | Larnaca, Síp     | Tập 10    | 21           |
| Alexia Kouvela         | 25   | 1,75 m (5 ft 9 in)      | Thessaloniki     | Tập 11    | 20 (bỏ cuộc) |
| Nikol Tsoulos          | 23   | 1,78 m (5 ft 10 in)     | Toronto, Canada  | Tập 11    | 19 (bỏ cuộc) |
| Julia Iligenko         | 18   | 1,78 m (5 ft 10 in)     | Peloponnese      | Tập 12    | 18           |
| Doréla Géka            | 18   | 1,78 m (5 ft 10 in)     | Crete            | Tập 14    | 17           |
| Yeva Bondarénko        | 19   | 1,66 m (5 ft 5+1⁄2 in)  | Kharkiv, Ukraina | Tập 15    | 16           |
| Despoina Sarri         | 20   | 1,71 m (5 ft 7+1⁄2 in)  | Petroupoli       | Tập 16    | 15           |
| Zoe Ioannidou          | 26   | 1,77 m (5 ft 9+1⁄2 in)  | Larnaca, Síp     | Tập 17    | 14           |
| Maria Costa            | 29   | 1,73 m (5 ft 8 in)      | Nicosia, Síp     | Tập 20    | 13           |
| Irini Andoniou         | 18   | 1,71 m (5 ft 7+1⁄2 in)  | Larnaca, Síp     | Tập 21    | 12           |
| Grigoriana Plyta       | 22   | 1,71 m (5 ft 7+1⁄2 in)  | Nicosia, Síp     | Tập 22    | 11           |
| Georgiánna Ioakeimídou | 21   | 1,77 m (5 ft 9+1⁄2 in)  | Athens           | Tập 23    | 10           |
| Rafaela Charalambous   | 29   | 1,76 m (5 ft 9+1⁄2 in)  | Nicosia, Síp     | Tập 24    | 9            |
| Katya Kizima           | 29   | 1,75 m (5 ft 9 in)      | Dnipro, Ukraina  | Tập 25    | 8            |
| Mikaela Novak-Marli    | 46   | 1,76 m (5 ft 9+1⁄2 in)  | Thessaloniki     | Tập 26    | 7            |
| Myria Kyriakidou       | 19   | 1,74 m (5 ft 8+1⁄2 in)  | Paphos, Síp      | Tập 27    | 6            |
| Mara Marli             | 19   | 1,81 m (5 ft 11+1⁄2 in) | Thessaloniki     | Tập 28    | 5            |
| Coty Gougousi-Camacho  | 21   | 1,78 m (5 ft 10 in)     | Thessaloniki     | Tập 29    | 4 (bỏ cuộc)  |
| Victoria Muroforidou   | 21   | 1,72 m (5 ft 7+1⁄2 in)  | Thessaloniki     | Tập 30    | 3            |
| Marita Kathitzioti     | 23   | 1,78 m (5 ft 10 in)     | Paphos, Síp      | Tập 30    | 2            |
| Aléksia Trajko         | 19   | 1,71 m (5 ft 7+1⁄2 in)  | Thessaloniki     | Tập 30    | 1            |

## Thứ tự gọi tên
| 1  | Katya      | Aléksia    | Katya      | Nikol                   | Myria      | Nikol                                                                                  | Yeva       | Coty Maria         | Grigoriana | Victoria   | Rafaela    | Coty       | Mara       | Myria      | Marita     | Myria      | Mikaela    | Victoria | Coty     | Marita   | Victoria | Marita   | Aléksia Marita Victoria | Aléksia  |  |  |  |  |  |  |  |  |  |  |  |  |  |  |  |  |  |  |
| 2  | Mara       | Marita     | Yeva       | Despoina                | Maria      | Mikaela                                                                                | Mikaela    | Coty Maria         | Georgianna | Georgianna | Katya      | Mara       | Aléksia    | Aléksia    | Mikaela    | Coty       | Marita     | Myria    | Victoria | Coty     | Mara     | Coty     | Aléksia Marita Victoria | Marita   |  |  |  |  |  |  |  |  |  |  |  |  |  |  |  |  |  |  |
| 3  | Coty       | Mikaela    | Evelina    | Aléksia                 | Grigoriana | Aléksia Coty Despoina Grigoriana Katya Mara Maria Marita Myria Julia Victoria Yeva Zoe | Coty       | Despoina Marita    | Aléksia    | Marita     | Mara       | Mikaela    | Maria      | Coty       | Grigoriana | Victoria   | Myria      | Coty     | Myria    | Aléksia  | Marita   | Aléksia  | Aléksia Marita Victoria | Victoria |  |  |  |  |  |  |  |  |  |  |  |  |  |  |  |  |  |  |
| 4  | Maria      | Victoria   | Mara       | Grigoriana              | Alexia     | Aléksia Coty Despoina Grigoriana Katya Mara Maria Marita Myria Julia Victoria Yeva Zoe | Marita     | Despoina Marita    | Mara       | Grigoriana | Coty       | Georgianna | Grigoriana | Grigoriana | Coty       | Aléksia    | Victoria   | Mikaela  | Marita   | Myria    | Aléksia  | Victoria | Coty                    |          |  |  |  |  |  |  |  |  |  |  |  |  |  |  |  |  |  |  |
| 5  | Aléksia    | Nikol      | Marita     | Marita                  | Nikol      | Aléksia Coty Despoina Grigoriana Katya Mara Maria Marita Myria Julia Victoria Yeva Zoe | Myria      | Georgianna Mikaela | Katya      | Aléksia    | Irini      | Victoria   | Myria      | Georgianna | Aléksia    | Mikaela    | Aléksia    | Katya    | Aléksia  | Mara     | Coty     | Mara     |                         |          |  |  |  |  |  |  |  |  |  |  |  |  |  |  |  |  |  |  |
| 6  | Julia      | Coty       | Nikol      | Victoria                | Victoria   | Aléksia Coty Despoina Grigoriana Katya Mara Maria Marita Myria Julia Victoria Yeva Zoe | Maria      | Georgianna Mikaela | Rafaela    | Coty       | Victoria   | Myria      | Coty       | Irini      | Georgianna | Georgianna | Coty       | Marita   | Mikaela  | Victoria | Myria    |          |                         |          |  |  |  |  |  |  |  |  |  |  |  |  |  |  |  |  |  |  |
| 7  | Katerina   | Mara       | Mikaela    | Myria                   | Mikaela    | Aléksia Coty Despoina Grigoriana Katya Mara Maria Marita Myria Julia Victoria Yeva Zoe | Katya      | Grigoriana Mara    | Myria      | Katya      | Mikaela    | Grigoriana | Mikaela    | Mara       | Myria      | Mara       | Mara       | Mara     | Mara     | Mikaela  |          |          |                         |          |  |  |  |  |  |  |  |  |  |  |  |  |  |  |  |  |  |  |
| 8  | Despoina   | Evelina    | Coty       | Mikaela                 | Marita     | Aléksia Coty Despoina Grigoriana Katya Mara Maria Marita Myria Julia Victoria Yeva Zoe | Zoe        | Grigoriana Mara    | Marita     | Maria      | Georgianna | Rafaela    | Victoria   | Mikaela    | Mara       | Marita     | Georgianna | Aléksia  | Katya    |          |          |          |                         |          |  |  |  |  |  |  |  |  |  |  |  |  |  |  |  |  |  |  |
| 9  | Myria      | Yeva       | Efi        | Elena                   | Aléksia    | Aléksia Coty Despoina Grigoriana Katya Mara Maria Marita Myria Julia Victoria Yeva Zoe | Victoria   | Myria Rafaela      | Despoina   | Mara       | Marita     | Irini      | Georgianna | Marita     | Victoria   | Grigoriana |            | Rafaela  |          |          |          |          |                         |          |  |  |  |  |  |  |  |  |  |  |  |  |  |  |  |  |  |  |
| 10 | Grigoriana | Grigoriana | Maria      | Zoe                     | Mara       | Aléksia Coty Despoina Grigoriana Katya Mara Maria Marita Myria Julia Victoria Yeva Zoe | Mara       | Myria Rafaela      | Victoria   | Irini      | Grigoriana | Marita     | Marita     | Victoria   | Irini      |            |            |          |          |          |          |          |                         |          |  |  |  |  |  |  |  |  |  |  |  |  |  |  |  |  |  |  |
| 11 | Elena      | Zoe        | Victoria   | Mara                    | Coty       | Aléksia Coty Despoina Grigoriana Katya Mara Maria Marita Myria Julia Victoria Yeva Zoe | Grigoriana | Irini              | Coty       | Myria      | Maria      | Aléksia    | Irini      | Maria      |            |            |            |          |          |          |          |          |                         |          |  |  |  |  |  |  |  |  |  |  |  |  |  |  |  |  |  |  |
| 12 | Victoria   | Katya      | Aléksia    | Julia                   | Zoe        | Aléksia Coty Despoina Grigoriana Katya Mara Maria Marita Myria Julia Victoria Yeva Zoe | Aléksia    | Aléksia Zoe        | Mikaela    | Mikaela    | Myria      | Maria      | Rafaela    |            |            |            |            |          |          |          |          |          |                         |          |  |  |  |  |  |  |  |  |  |  |  |  |  |  |  |  |  |  |
| 13 | Nikol      | Despoina   | Grigoriana | Coty                    | Katya      | Aléksia Coty Despoina Grigoriana Katya Mara Maria Marita Myria Julia Victoria Yeva Zoe | Despoina   | Aléksia Zoe        | Maria      | Zoe        | Aléksia    | Katya      |            |            |            |            |            |          |          |          |          |          |                         |          |  |  |  |  |  |  |  |  |  |  |  |  |  |  |  |  |  |  |
| 14 | Zoe        | Maria      | Alexia     | Efi                     | Despoina   | Aléksia Coty Despoina Grigoriana Katya Mara Maria Marita Myria Julia Victoria Yeva Zoe | Julia      | Katya Yeva         | Irini      | Rafaela    | Zoe        |            |            |            |            |            |            |          |          |          |          |          |                         |          |  |  |  |  |  |  |  |  |  |  |  |  |  |  |  |  |  |  |
| 15 | Anna       | Efi        | Myria      | Alexia Katya Maria Yeva | Julia      | Aléksia Coty Despoina Grigoriana Katya Mara Maria Marita Myria Julia Victoria Yeva Zoe |            | Katya Yeva         | Zoe        | Despoina   |            |            |            |            |            |            |            |          |          |          |          |          |                         |          |  |  |  |  |  |  |  |  |  |  |  |  |  |  |  |  |  |  |
| 16 | Mikaela    | Elena      | Zoe        | Alexia Katya Maria Yeva | Yeva       | Alexia                                                                                 |            | Victoria           | Yeva       |            |            |            |            |            |            |            |            |          |          |          |          |          |                         |          |  |  |  |  |  |  |  |  |  |  |  |  |  |  |  |  |  |  |
| 17 | Efi        | Julia      | Elena      | Alexia Katya Maria Yeva | Elena      |                                                                                        |            | Doréla             |            |            |            |            |            |            |            |            |            |          |          |          |          |          |                         |          |  |  |  |  |  |  |  |  |  |  |  |  |  |  |  |  |  |  |
| 18 | Evelina    | Nagia      | Julia      | Alexia Katya Maria Yeva |            |                                                                                        |            |                    |            |            |            |            |            |            |            |            |            |          |          |          |          |          |                         |          |  |  |  |  |  |  |  |  |  |  |  |  |  |  |  |  |  |  |
| 19 | Yeva       | Alexia     | Despoina   | Evelina                 |            |                                                                                        |            |                    |            |            |            |            |            |            |            |            |            |          |          |          |          |          |                         |          |  |  |  |  |  |  |  |  |  |  |  |  |  |  |  |  |  |  |
| 20 | Marita     | Myria      | Nagia      |                         |            |                                                                                        |            |                    |            |            |            |            |            |            |            |            |            |          |          |          |          |          |                         |          |  |  |  |  |  |  |  |  |  |  |  |  |  |  |  |  |  |  |
| 21 | Alexia     | Katerina   |            |                         |            |                                                                                        |            |                    |            |            |            |            |            |            |            |            |            |          |          |          |          |          |                         |          |  |  |  |  |  |  |  |  |  |  |  |  |  |  |  |  |  |  |
| 22 |            | Anna       |            |                         |            |                                                                                        |            |                    |            |            |            |            |            |            |            |            |            |          |          |          |          |          |                         |          |  |  |  |  |  |  |  |  |  |  |  |  |  |  |  |  |  |  |

     Thí sinh bỏ cuộc thi
     Thí sinh bị loại
     Thí sinh chiến thắng cuộc thi
1. ↑  Trong tập 7, Anna quyết định dừng cuộc thi và sau đó cô được thay thế bởi Nagia.
2. ↑  Trong tập 8, Katya vắng mặt tại buổi chụp hình vì lý do y tế nhưng cô vẫn được an toàn.
3. ↑  Trong tập 9, Efi quyết định dừng cuộc thi sau khi lọt vào nhóm cuối bảng, và kết quả là Alexia, Katya, Maria & Yeva đều được an toàn khỏi bị loại.
4. ↑  Trong tập 11, Alexia đã rút khỏi cuộc thi trước buổi chụp hình vì lí do cá nhân. Tại buổi đánh giá, Nikol quyết định dừng cuộc thi trước khi Vicky công bố ai có tấm ảnh đẹp nhất, khiến cho Vicky thông báo với những người còn lại đều được an toàn.
5. ↑  Trong tập 13, Doréla, Eirini, Georgianna & Rafaela đã được ban giám khảo thêm vào cuộc thi do nhiều thí sinh trước đó đã rút khỏi cuộc thi vì lý do cá nhân.
6. ↑  Trong tập 24, Katya & Rafaela được quay trở lại cuộc thi.
7. ↑  Trong tập 29, Coty buộc phải dừng cuộc thi vì chấn thương nặng.

### Buổi chụp hình
- Tập 6: Tập thể dục bên bể bơi (casting)
- Tập 7: Đu dây hoa trên không trung
- Tập 8: Bồi bàn pin-up của thập niên 1960 với Christos Birbas
- Tập 9: Vận động viên tennis thời trang
- Tập 10: Trình diễn thời trang cho Dundas World trong 4 mùa
- Tập 11: Doanh nhân trên xe chở dưa hấu
- Tập 12: Dạo phố theo cặp (lấy cảm hứng từ Sex and the City)
- Tập 14: Tạo dáng theo cặp trong 1 bộ áo tám
- Tập 15: Thể hiện cảm xúc của cô gái thời Victoria với thiết bị hiện đại
- Tập 16: Vận động viên bóng đá thời trang
- Tập 17: Quyến rũ trong đồ jean ướt với Emmanuel Elozieuwa
- Tập 18: Thư giãn trên thuyền Prince of Athens cho Malfy Gin
- Tập 19: Trình diễn thời trang cho Chupa Chups trên sàn diễn nổi trên mặt nước
- Tập 20: Nữ cao bồi đẩy xe khỏi vũng bùn
- Tập 21: Thời trang khoa học viễn tưởng với đèn led
- Tập 22: Tạo dáng trong trang phục tái chế
- Tập 23: Thời trang thập niên 1950 ở Mykonos
- Tập 24: Hiệu ứng sau bữa tiệc cho IKEA
- Tập 25: Tạo dáng táo bạo trên mặt kính
- Tập 26: Quý bà giàu có với thú cưng kì lạ
- Tập 27: Cô nàng năng động và It Girl tiệc tùng
- Tập 28: Hẹn hò và chia tay ở Rome
- Tập 29: Vũ công carabet
- Tập 30: Quảng cáo son môi Dust & Cream trước Iraklis Tsuzinov trên màn hình chiếu